# Sennwald
Sennwald – miejscowość i gmina we wschodniej Szwajcarii, w kantonie St. Gallen, w okręgu Werdenberg. Leży nad Renen.

## Demografia
W Sennwaldzie mieszka 5 925 osób. W 2021 roku 41,56% populacji gminy stanowiły osoby urodzone poza Szwajcarią. 

## Transport
Przez teren gminy przebiegają autostrada A13 oraz drogi główne nr 13 i nr 433.
Znajduje się tutaj stacja kolejowa Salez-Sennwald.